# 레온 고레츠카
레온 크리스토프 고레츠카(독일어: Leon Christoph Goretzka, 1995년 2월 6일~)는 독일의 축구 선수로 포지션은 미드필더이다. 현재 독일 분데스리가의 바이에른 뮌헨과 독일 축구 국가대표팀에 뛰고 있다.
2012년 VfL 보훔에서 프로 경력을 시작해 2013년부터 2018년까지 샬케 04에서 뛰었고 2018년 바이에른 뮌헨으로 이적했다.

## 구단 경력
보훔에서 태어난 고레츠카는 2001년 고향을 연고로 하는 팀인 VfL 보훔 유스팀에 입단했다. 그는 2012년 8월 14일 독일 2. 분데스리가 디나모 드레스덴과의 경기를 통해 프로 무대에 데뷔했다.
2013년 여름, 고레츠카는 독일 분데스리가 FC 샬케 04로 이적하였다.

### 바이에른 뮌헨
2018년 여름, 고레츠카는 FC 바이에른 뮌헨으로 이적하였다.

#### 22-23 시즌
2023년 3월 19일, 고레츠카는 바이에른 뮌헨이 바이아레나에서 바이어 레버쿠젠에게 1대 2로 패배한 분데스리가 25라운드에서 중앙 미드필더 자리에서 선발로 출전했다. 그는 22분 주앙 칸셀루의 크로스를 받아 페널티 공간의 빈구역으로 공을 패스했고 요주아 키미히가 공을 받아 오른발로 찬 공이 오딜롱 코수누에게 굴절되어 골망을 흔들면서 1 어시스트를 획득했다. 62분 고레츠카는 킹슬레 코망의 크로스를 머리로 받으려고 했지만 루카시 흐라데츠키가 공을 잡았다. 76분 고레츠카는 마티스 텔과 교체되었다.

## 국가대표팀 경력
독일 연령별 청소년 대표팀에 꾸준히 소집되며 경기에 출장해왔다. 2012년 유럽축구연맹(UEFA) U-17 챔피언십에서는 독일 청소년 국가대표의 (U-17)의 주장을 맡아 결승전 1골을 포함 총 2골을 넣으며 팀의 준우승에 기여했다.

## 수상 내역
독일
- 올림픽 축구 : 은메달 (2016)
- FIFA 컨페더레이션스컵 : 우승 (2017)

개인
프리츠 발터 금메달: 2012 (U-17 부문)
- FIFA 컨페더레이션스컵 : 아디다스 브론즈볼 (2017)

바이에른 뮌헨
- 2019-20 UEFA 챔피언스리그 : 우승